# Rogério Troncoso
Rogério Carlos Troncoso Chaves (Morrinhos, 3 de abril de 1955) é um político e engenheiro eletricista brasileiro. É ex-prefeito de Morrinhos, tendo sido eleito pela primeira vez em 1992. Foi eleito Deputado estadual por Goiás em 1998 com 21.067 votos.Tentou a reeleição ao cargo de Deputado estadual em 2002, mas não conseguiu ser reeleito, obtendo apenas 11.652 votos. 
Deixou o Movimento Democrático Brasileiro (1980) e se lançou novamente candidato à Prefeitura de Morrinhos pelo Partido Trabalhista Brasileiro (1981) em 2004. Foi eleito com 50,95% dos votos válidos, derrotando o candidato Professor Cleumar, do Partido da Social Democracia Brasileira. 
Em 2008 tentou a reeleição pelo Partido Trabalhista Brasileiro (1981), tendo sido derrotado pelo candidato Professor Cleumar, do Partido da Social Democracia Brasileira.
Em 2012 foi novamente eleito Prefeito de Morrinhos, derrotando o candidato Tiago Mendonça do Movimento Democrático Brasileiro (1980), com 60,87% dos votos válidos. 
Foi reeleito com 86,89% dos votos em 2016, derrotando Everton Jabuty, do Democracia Cristã (Brasil).
Terminou seu último mandato com cerca de 86% de aprovação, porém não conseguiu eleger seu sucessor.

## Vida pessoal
Nasceu em Morrinhos (Goiás) em 3 de abril de 1955, é casado com Terezinha Amaral e pai de três filhos: Renata e Darcy Neto, ambos Engenheiros Civis e Bárbara que é Advogada.
Foi Engenheiro da Telegoiás de 1980 a 2002, ocupando os cargos de Chefe do Distrito de Operações Sul e Superintendente de Operações da Região Sul da Telegoiás.
Entre 2002 e 2004 atuou como Assessor Técnico da Presidência da Assembleia Legislativa de Goiás.
Também foi Assessor Técnico de Engenharia da Segunda Diretoria de Fiscalização de obras públicas do Tribunal de Contas do Estado de Goiás.